# 500 kilomètres de Fuji 1987
Navigation
Édition précédente Édition suivante
Les 500 kilomètres de Fuji 1987 (officiellement appelé les 1987 All Japan Fuji 500 Kilometres), disputées le 29 novembre 1987 sur le Fuji Speedway, ont été la sixième et dernière manche du Championnat du Japon de sport-prototypes 1987.

## La course

### Classement de la course
Voici le classement officiel au terme de la course,.
- Les premiers de chaque catégorie du championnat du monde sont signalés par un fond jaune.
- Pour la colonne Pneus, il faut passer le curseur au-dessus du modèle pour connaître le manufacturier de pneumatiques.
- Les voitures ne réussissant pas à parcourir 75% de la distance du gagnant sont non classées (NC).

| Pos  | Classe | no  | Écurie                         | Pilotes                                             | Châssis                             | Pneus | Tours | Temps               |
| Pos  | Classe | no  | Écurie                         | Pilotes                                             | Moteur                              | Pneus | Tours | Temps               |
| ---- | ------ | --- | ------------------------------ | --------------------------------------------------- | ----------------------------------- | ----- | ----- | ------------------- |
| 1    | LD-1   | 1   | Advan Alpha Nova               | Kunimitsu Takahashi Kenny Acheson Kazuo Mogi        | Porsche 962C                        | Y     | 112   | 2 h 49 min 29 s 876 |
| 1    | LD-1   | 1   | Advan Alpha Nova               | Kunimitsu Takahashi Kenny Acheson Kazuo Mogi        | Porsche Type-935 2,8 l Flat-6 Turbo | Y     | 112   | 2 h 49 min 29 s 876 |
| 2    | LD-1   | 99  | Rothmans Porsche Team Schuppan | Geoff Brabham Eje Elgh                              | Porsche 962C                        | D     | 112   |                     |
| 2    | LD-1   | 99  | Rothmans Porsche Team Schuppan | Geoff Brabham Eje Elgh                              | Porsche Type-935 2,8 l Flat-6 Turbo | D     | 112   |                     |
| 3    | LD-1   | 100 | Trust Racing Team              | Vern Schuppan Keiichi Suzuki                        | Porsche 962C                        | D     | 112   |                     |
| 3    | LD-1   | 100 | Trust Racing Team              | Vern Schuppan Keiichi Suzuki                        | Porsche Type-935 2,8 l Flat-6 Turbo | D     | 112   |                     |
| 4    | LD-1   | 28  | Person’s Racing Team           | Takao Wada Anders Olofsson                          | Nissan R86V                         | Y     | 111   | + 1 tour            |
| 4    | LD-1   | 28  | Person’s Racing Team           | Takao Wada Anders Olofsson                          | Nissan VG30ET 3,0 l V6 Turbo        | Y     | 111   | + 1 tour            |
| 5    | LD-1   | 202 | Mazdaspeed                     | Takashi Yorino David Kennedy                        | Mazda 757                           | D     | 108   | + 4 tours           |
| 5    | LD-1   | 202 | Mazdaspeed                     | Takashi Yorino David Kennedy                        | Mazda 13G 2,0 l 3-Rotor             | D     | 108   | + 4 tours           |
| 6    | LD-1   | 2   | Alpha Cubic Racing Team        | Chiyomi Totani Naoki Nagasaka                       | Porsche 962C                        | B     | 108   | + 4 tours           |
| 6    | LD-1   | 2   | Alpha Cubic Racing Team        | Chiyomi Totani Naoki Nagasaka                       | Porsche Type-935 2,8 l Flat-6 Turbo | B     | 108   | + 4 tours           |
| 7    | LD-1   | 50  | SARD                           | Syuuroku Sasaki David Sears (en) Tsunehisa Asai     | SARD MC87S                          | D     | 104   | + 8 tours           |
| 7    | LD-1   | 50  | SARD                           | Syuuroku Sasaki David Sears (en) Tsunehisa Asai     | Toyota 3S-GTM 2,1 l I4 Turbo        | D     | 104   | + 8 tours           |
| 8    | LD-1   | 32  | Hasemi Motorsport              | Aguri Suzuki Masahiro Hasemi                        | Nissan R87E                         | D     | 103   | + 9 tours           |
| 8    | LD-1   | 32  | Hasemi Motorsport              | Aguri Suzuki Masahiro Hasemi                        | Nissan VEJ30 3,0 l V8 Turbo         | D     | 103   | + 9 tours           |
| 9    | LD-2   | 151 | British Barn Racing Team       | Jiro Yoneyama Hideo Fukuyama                        | JTK 62C                             | D     | 98    | + 14 tours          |
| 9    | LD-2   | 151 | British Barn Racing Team       | Jiro Yoneyama Hideo Fukuyama                        | Ford Cosworth DFL 3,3 l V8 Atmo     | D     | 98    | + 14 tours          |
| 10   | LD-1   | 27  | FromA Racing                   | Hideki Okada John Nielsen                           | Porsche 962C                        | B     | 96    | + 16 tours          |
| 10   | LD-1   | 27  | FromA Racing                   | Hideki Okada John Nielsen                           | Porsche Type-935 2,8 l Flat-6 Turbo | B     | 96    | + 16 tours          |
| 11   | LD-1   | 3   | Auto Beaurex Motorsport        | Will Hoy Andrew Gilbert-Scott                       | Tom's 86C                           | D     | 96    | + 16 tours          |
| 11   | LD-1   | 3   | Auto Beaurex Motorsport        | Will Hoy Andrew Gilbert-Scott                       | Toyota 3S-GTM 2,1 l I4 Turbo        | D     | 96    | + 16 tours          |
| 12   | LD-2   | 170 | Batsu Racing Team              | Seiichi Sodeyama Syuuji Fujii Kazuhiko Oda          | MCS Guppy                           | D     | 94    | + 18 tours          |
| 12   | LD-2   | 170 | Batsu Racing Team              | Seiichi Sodeyama Syuuji Fujii Kazuhiko Oda          | Mazda 13B 1,3 l 2-Rotor             | D     | 94    | + 18 tours          |
| 13   | LD-1   | 80  | Koyata Engei Racing            | Shigeru Yokoyama Ken'ichi Suzuki                    | Mazda RX-7                          | B     | 91    | + 21 tours          |
| 13   | LD-1   | 80  | Koyata Engei Racing            | Shigeru Yokoyama Ken'ichi Suzuki                    | Mazda Rotary                        | B     | 91    | + 21 tours          |
| 14   | LD-3   | 11  |                                | Masaatsu Ooya Kinji Suzuki Tetsuya Kawasaki         | Porsche 924                         | D     | 90    | + 22 tours          |
| 14   | LD-3   | 11  | Porsche I4                     | Masaatsu Ooya Kinji Suzuki Tetsuya Kawasaki         |                                     | D     | 90    | + 22 tours          |
| 15   | LD-1   | 16  | Leyton House Racing Team       | Kris Nissen Oscar Larrauri                          | Porsche 962CK6                      | B     | 88    | + 24 tours          |
| 15   | LD-1   | 16  | Leyton House Racing Team       | Kris Nissen Oscar Larrauri                          | Porsche Type-935 3,0 l Flat-6 Turbo | B     | 88    | + 24 tours          |
| 16   | LD-3   | 48  |                                | Keiichi Mizutani Motozou Fujikawa                   | Oscar SK85                          | Y     | 85    | + 27 tours          |
| 16   | LD-3   | 48  | Mazda                          | Keiichi Mizutani Motozou Fujikawa                   |                                     | Y     | 85    | + 27 tours          |
| 17   | LD-3   | 17  |                                | Masami Shirai Syunji Abe Tetsuya Nakajima           | Maxim 61S                           | D     | 82    | + 30 tours          |
| 17   | LD-3   | 17  | Mazda                          | Masami Shirai Syunji Abe Tetsuya Nakajima           |                                     | D     | 82    | + 30 tours          |
| Abd. | LD-1   | 207 | Mazdaspeed                     | Yoshimi Katayama Yojiro Terada                      | Mazda 757                           | D     | 101   | Abandon             |
| Abd. | LD-1   | 207 | Mazdaspeed                     | Yoshimi Katayama Yojiro Terada                      | Mazda 13J 2,6 l 4-Rotor             | D     | 101   | Abandon             |
| Abd. | LD-1   | 23  | Hoshino Racing                 | Kazuyoshi Hoshino Kenji Takahashi (de)              | Nissan R87E                         | B     | 86    | Moteur              |
| Abd. | LD-1   | 23  | Hoshino Racing                 | Kazuyoshi Hoshino Kenji Takahashi (de)              | Nissan VEJ30 3,0 l V8 Turbo         | B     | 86    | Moteur              |
| Abd. | LD-3   | 71  | Tomei Jidousha                 | Shin'ya Nishizawa Yoshiyuki Jitsukawa Masao Endou   | Nissan Sunny                        | D     | 76    | Retrait             |
| Abd. | LD-3   | 71  | Tomei Jidousha                 | Shin'ya Nishizawa Yoshiyuki Jitsukawa Masao Endou   | Nissan                              | D     | 76    | Retrait             |
| Abd. | LD-3   | 55  | Mazda Auto Nishi Tokyo         | Shigeru Miura Toshihiro Fukazawa                    | Mazda RX-7                          | D     | 72    | Retrait             |
| Abd. | LD-3   | 55  | Mazda Auto Nishi Tokyo         | Shigeru Miura Toshihiro Fukazawa                    | Mazda Rotary                        | D     | 72    | Retrait             |
| Abd. | LD-1   | 7   | Best House Racing Team         | Osamu Nakako Kouji Satou                            | LM 07                               | Y     | 32    | Sortie              |
| Abd. | LD-1   | 7   | Best House Racing Team         | Osamu Nakako Kouji Satou                            | Toyota 3S-GTM 2,1 l I4 Turbo        | Y     | 32    | Sortie              |
| Abd. | LD-1   | 37  | Toyota Team Tom's              | Masanori Sekiya Hitoshi Ogawa                       | Toyota 87C                          | B     | 7     | Moteur              |
| Abd. | LD-1   | 37  | Toyota Team Tom's              | Masanori Sekiya Hitoshi Ogawa                       | Toyota 3S-GTM 2,1 l I4 Turbo        | B     | 7     | Moteur              |
| Abd. | LD-1   | 36  | Toyota Team Tom's              | Geoff Lees Mauro Baldi                              | Toyota 87C                          | B     | 3     | Moteur              |
| Abd. | LD-1   | 36  | Toyota Team Tom's              | Geoff Lees Mauro Baldi                              | Toyota 3S-GTM 2,1 l I4 Turbo        | B     | 3     | Moteur              |
| Np.  | LD-1   | 38  | Dome Motorsport                | Paolo Barilla Yoshiyasu Tachi                       | Dome Motorsport 87C                 | D     | -     | -                   |
| Np.  | LD-1   | 38  | Dome Motorsport                | Paolo Barilla Yoshiyasu Tachi                       | Toyota 3S-GTM 2,1 l I4 Turbo        | D     | -     | -                   |
| Nq.  | LD-3   | 30  | Mazda Sport Car Club           | Iwao Sugai Hiroshi Sugai                            | Mazda RX-7                          | D     | -     | -                   |
| Nq.  | LD-3   | 30  | Mazda Sport Car Club           | Iwao Sugai Hiroshi Sugai                            | Mazda Rotary                        | D     | -     | -                   |
| Nq.  | LD-1   | 285 | Shizumatsu Racing              | Tetsuji Shiratori Kaneyuki Okamoto Mitsuaki Tonooka | Mazda 737C                          | D     | -     | -                   |
| Nq.  | LD-1   | 285 | Shizumatsu Racing              | Tetsuji Shiratori Kaneyuki Okamoto Mitsuaki Tonooka | Mazda 13B 1,3 l 2-Rotor             | D     | -     | -                   |
| Nq.  | LD-3   | 77  | Mazda Auto Tokyo               | Toshihiko Nogami Hideyuki Tamamoto                  | West 85S                            | D     | -     | -                   |
| Nq.  | LD-3   | 77  | Mazda Auto Tokyo               | Toshihiko Nogami Hideyuki Tamamoto                  | Mazda                               | D     | -     | -                   |
| Nq.  | LD-3   | 33  |                                | Tatsuki Yoshioka Kazuyuki Yoshizaki                 | Mazda RX-7                          | Y     | -     | -                   |
| Nq.  | LD-3   | 33  | Mazda Rotary                   | Tatsuki Yoshioka Kazuyuki Yoshizaki                 |                                     | Y     | -     | -                   |

## Pole position et record du tour
- Pole position :  Takao Wada /  Anders Olofsson (#28 Person's Racing Team) en 1 min 41 s 075
- Meilleur tour en course :  Hideki Okada /  John Nielsen (#27 FromA Racing) en 1 min 22 s 805

## À noter
- Longueur du circuit : 4,470 km
- Distance parcourue par les vainqueurs : 500,640 km